# Rwanda na Mistrzostwach Świata w Lekkoatletyce 2013
Rwanda na Mistrzostwach Świata w Lekkoatletyce 2013 – reprezentacja Rwandy podczas czempionatu w Moskwie liczyła 2 zawodników.

## Występy reprezentantów Rwandy
| Konkurencja               | Zawodnik              | Runda 1  | Runda 1 | Półfinał | Półfinał | Finał    | Finał   |
| Konkurencja               | Zawodnik              | Rezultat | Pozycja | Rezultat | Pozycja  | Rezultat | Pozycja |
| ------------------------- | --------------------- | -------- | ------- | -------- | -------- | -------- | ------- |
| Bieg na 10 000 m mężczyzn | Robert Kajuga         | —        | —       | —        | —        | DNF      | DNF     |
| Maraton mężczyzn          | Jean Pierre Mvuyekure | —        | —       | —        | —        | DNF      | DNF     |